# Coprinellus velatopruinatus
Coprinellus velatopruinatus là một loài nấm trong họ Psathyrellaceae.